# Empty Glass
| Críticas profissionais                                                      | Críticas profissionais |
| Avaliações da crítica                                                       | Avaliações da crítica  |
| Fonte                                                                       | Avaliação              |
| --------------------------------------------------------------------------- | ---------------------- |
| AllMusic                                                                    | 4.5 de 5 estrelas.     |
| Rolling Stone                                                               | Favorável              |
| Esta tabela precisa de ser acompanhada por texto em prosa. Consulte o guia. |                        |

Empty Glass é um álbum lançado por Pete Townshend em 1980. Trata-se de seu primeiro álbum solo propriamente dito, pois Who Came First é somente uma coletânea de demos e Rough Mix foi gravado em parceria com Ronnie Lane.
Citando uma gama de problemas enfrentados por Townshend na época, entre eles alcoolismo, vício em drogas, brigas no casamento e a morte de amigos, Empty Glass traz também a canção romântica "Let My Love Open The Door", que entrou para as paradas de sucesso nos Estados Unidos juntamente com os demais singles, "Rough Boys" e "A Little Is Enough".

## Cover art
A capa foi desenhada pelo fotógrafo Bob Carlos Clarke. O título do álbum é uma alusão a um poema do poeta Sufi Hafez.

## Faixas
Todas as faixas escritas e compostas por Pete Townshend. 
| N.º | Título                      | Duração |  |
| 1.  | "Rough Boys"                | 4:02    |  |
| 2.  | "I Am an Animal"            | 3:51    |  |
| 3.  | "And I Moved"               | 3:21    |  |
| 4.  | "Let My Love Open the Door" | 2:44    |  |
| 5.  | "Jools and Jim"             | 2:36    |  |
| 6.  | "Keep on Working"           | 3:23    |  |
| 7.  | "Cat's in the Cupboard"     | 3:34    |  |
| 8.  | "A Little Is Enough"        | 4:42    |  |
| 9.  | "Empty Glass"               | 5:25    |  |
| 10. | "Gonna Get Ya"              | 6:25    |  |

### Faixas bônus
Incluídas no CD lançado em 2006 nos Estados Unidos pela Hip-O e no Japão pela Imperial.
| Lista de faixas |                                                      |         |  |
| N.º             | Título                                               | Duração |  |
| 11.             | "I Am an Animal" (versão demo com vocais diferentes) | 3:48    |  |
| 12.             | "Keep on Working"                                    | 3:32    |  |
| 13.             | "And I Moved"                                        | 3:06    |  |
| 14.             | "Gonna Get Ya" (versão em progresso e não-editada)   | 11:24   |  |

## Músicos
- Pete Townshend: vocais, guitarra, teclado e sintetizador
- John "Rabbit" Bundrick: teclados
- Mark Brzezicki: bateria
- James Asher: bateria
- Simon Phillips: bateria
- Tony Butler: baixo
- Kenney Jones: bateria em "Rough Boys"
- Raphael Rudd: arranjo de metais em "Rough Boys"
- Peter Hope-Evans: gaita em "Cat's In The Cupboard"